# Sadkî, Jîtomîr
Sadkî (în ucraineană Садки) este localitatea de reședință a comunei Sadkî din raionul Jîtomîr, regiunea Jîtomîr, Ucraina.

## Demografie
Componența lingvistică a localității Sadkî
     Ucraineană (98,62%)
     Alte limbi (1,24%)
Conform recensământului din 2001, majoritatea populației localității Sadkî era vorbitoare de ucraineană (98,62%), existând în minoritate și vorbitori de alte limbi.